# Bundestagswahlkreis Konstanz
Der Wahlkreis Konstanz (2005: Wahlkreis 288, 2009: Wahlkreis 287) ist seit 1949 ein Bundestagswahlkreis in Baden-Württemberg.

## Wahlkreis
Der Wahlkreis umfasst den Landkreis Konstanz. Der Wahlkreis wurde bisher bei allen Bundestagswahlen von den Direktkandidaten der CDU gewonnen.
Bei der letzten Bundestagswahl 2021 waren 206.009 Einwohner wahlberechtigt.

## Wahlkreisgeschichte
| Wahl      | Wahlkreisname | Gebiet                                                                            |
| --------- | ------------- | --------------------------------------------------------------------------------- |
| 1949      | 9 Konstanz    | Stadt Konstanz, Landkreis Konstanz, Landkreis Überlingen                          |
| 1953–1961 | 183 Konstanz  | Stadt Konstanz, Landkreis Konstanz, Landkreis Überlingen                          |
| 1965–1976 | 186 Konstanz  | Landkreis Konstanz, Landkreis Überlingen ohne die Gemeinden Adelsreute und Wangen |
| 1980–1998 | 191 Konstanz  | Landkreis Konstanz                                                                |
| 2002–2005 | 288 Konstanz  | Landkreis Konstanz                                                                |
| seit 2009 | 287 Konstanz  | Landkreis Konstanz                                                                |

## Wahlkreisabgeordnete
| Wahl | Abgeordneter | Abgeordneter      | Partei | Stimmen in % |
| ---- | ------------ | ----------------- | ------ | ------------ |
| 1949 |              | Josef Schüttler   | CDU    | 50,5         |
| 1953 | 63,8         | Josef Schüttler   | CDU    |              |
| 1957 | 61,0         | Josef Schüttler   | CDU    |              |
| 1961 |              | Hermann Biechele  | CDU    | 52,4         |
| 1965 | 53,3         | Hermann Biechele  | CDU    |              |
| 1969 |              | Hermann Biechele  | CDU    |              |
| 1972 |              | Hermann Biechele  | CDU    |              |
| 1976 |              | Hermann Biechele  | CDU    |              |
| 1980 |              | Hans-Peter Repnik | CDU    |              |
| 1983 |              | Hans-Peter Repnik | CDU    |              |
| 1987 |              | Hans-Peter Repnik | CDU    |              |
| 1990 | 53,5         | Hans-Peter Repnik | CDU    |              |
| 1994 | 52,1         | Hans-Peter Repnik | CDU    |              |
| 1998 | 44,2         | Hans-Peter Repnik | CDU    |              |
| 2002 | 44,1         | Hans-Peter Repnik | CDU    |              |
| 2005 |              | Andreas Jung      | CDU    | 43,9         |
| 2009 | 43,1         | Andreas Jung      | CDU    |              |
| 2013 | 51,9         | Andreas Jung      | CDU    |              |
| 2017 | 44,8         | Andreas Jung      | CDU    |              |
| 2021 | 34,1         | Andreas Jung      | CDU    |              |
| 2025 | 37,7         | Andreas Jung      | CDU    |              |

## Wahlergebnisse

### Bundestagswahl 2025
| Kandidaten                                            | Kandidaten                | Parteien/Listen     | Erststimmen | Erststimmen | Zweitstimmen | Zweitstimmen |
| Kandidaten                                            | Kandidaten                | Parteien/Listen     | Stimmen     | %           | Stimmen      | %            |
| ----------------------------------------------------- | ------------------------- | ------------------- | ----------- | ----------- | ------------ | ------------ |
|                                                       | Andreas Junggewählt im WK | CDU                 | 63.922      | 37,7        | 51.150       | 30,1         |
|                                                       | Lina Seitzl               | SPD                 | 26.451      | 15,6        | 22.599       | 13,3         |
|                                                       | Rosa Valerie Buß          | GRÜNE               | 25.390      | 15,0        | 28.614       | 16,8         |
|                                                       | Ann-Veruschka Jurisch     | FDP                 | 7.363       | 4,3         | 9.833        | 5,8          |
|                                                       | Bernhard Eisenhut         | AfD                 | 29.584      | 17,4        | 31.134       | 18,3         |
|                                                       | Lars Hofmann              | LINKE               | 9.987       | 5,9         | 12.660       | 7,4          |
|                                                       | –                         | dieBasis            | –           | –           | 466          | 0,3          |
|                                                       | Wilhelm-Ulrich Sander     | FREIE WÄHLER        | 3.341       | 2,0         | 1.929        | 1,1          |
|                                                       | –                         | Tierschutzpartei    | –           | –           | 1.349        | 0,8          |
|                                                       | –                         | Die PARTEI          | –           | –           | 872          | 0,5          |
|                                                       | Sebastian Knau            | Volt                | 2.911       | 1,7         | 1.691        | 1,0          |
|                                                       | –                         | ÖDP                 | –           | –           | 301          | 0,2          |
|                                                       | –                         | Bündnis C           | –           | –           | 219          | 0,1          |
|                                                       | –                         | MLPD                | –           | –           | 48           | 0,0          |
|                                                       | –                         | BÜNDNIS DEUTSCHLAND | –           | –           | 148          | 0,1          |
|                                                       | –                         | BSW                 | –           | –           | 6.933        | 4,1          |
|                                                       | Thorsten Otterbach        | Einzelbewerber      | 622         | 0,4         | –            | –            |
| Gesamt                                                | Gesamt                    | Gesamt              | 169.571     | 100         | 169.946      | 100          |
|                                                       |                           |                     |             |             |              |              |
| Ungültige Stimmen                                     | Ungültige Stimmen         | Ungültige Stimmen   | 1.169       | 0,7         | 794          | 0,5          |
| Wähler                                                | Wähler                    | Wähler              | 170.740     | 82,4        | 170.740      | 82,4         |
| Wahlberechtigte                                       | Wahlberechtigte           | Wahlberechtigte     | 207.094     |             | 207.094      |              |
|                                                       |                           |                     |             |             |              |              |
| Quellen: Die Bundeswahlleiterin, Kandidaten – Stimmen |                           |                     |             |             |              |              |

### Bundestagswahl 2021
Zur Bundestagswahl 2021 treten folgende Kandidaten an:
Ergebnisse der Wahl vom Sonntag, 26. September 2021
| Direktkandidat         | Partei                                       | Erststimmen in % | Zweitstimmen in % |
| ---------------------- | -------------------------------------------- | ---------------- | ----------------- |
| Andreas Jung           | CDU                                          | 34,1             | 23,2              |
| Lina Seitzl            | SPD                                          | 20,1             | 20,9              |
| Sebastian Lederer      | Bündnis 90/Die Grünen                        | 18,0             | 21,0              |
| Ann-Veruschka Jurisch  | FDP                                          | 10,9             | 15,0              |
| Michael A. Hug         | AfD                                          | 8,6              | 8,5               |
| Sibylle Röth           | Die Linke                                    | 3,6              | 3,7               |
| —                      | Tierschutzpartei                             | —                | 1,2               |
| Björn Langer           | Die PARTEI                                   | 1,8              | 1,1               |
| Gordon Nothig          | FREIE WÄHLER                                 | 1,8              | 1,4               |
| —                      | PIRATEN                                      | —                | 0,3               |
| Franz Weber            | ÖDP                                          | 0,6              | 0,3               |
| —                      | NPD                                          | —                | 0,1               |
| —                      | DiB                                          | —                | 0,1               |
| —                      | MLPD                                         | —                | 0,0               |
| —                      | DKP                                          | —                | 0,0               |
| —                      | dieBasis                                     | —                | 1,9               |
| —                      | Bündnis C                                    | —                | 0,1               |
| —                      | BÜRGERBEWEGUNG                               | —                | 0,1               |
| —                      | BÜNDNIS21                                    | —                | 0,0               |
| Michael Streitberger   | LKR                                          | 0,1              | 0,1               |
| —                      | Die Humanisten                               | —                | 0,1               |
| —                      | Gesundheitsforschung                         | —                | 0,1               |
| —                      | Team Todenhöfer                              | —                | 0,3               |
| —                      | Volt                                         | —                | 0,4               |
| Matthias Harting       | Einzelbewerber (Internationalistische Liste) | 0,0              | —                 |
| Helmut Günther Ringger | Einzelbewerber (Wadenbeißer)                 | 0,2              | —                 |

### Bundestagswahl 2017
Zur Bundestagswahl am 24. September 2017 kandidieren die folgenden Direktkandidaten:
| Direktkandidat   | Partei         | Erststimmen in % | Zweitstimmen in % |
| ---------------- | -------------- | ---------------- | ----------------- |
| Andreas Jung     | CDU            | 44,8             | 33,2              |
| Tobias Volz      | SPD            | 16,8             | 15,6              |
| Martin Schmeding | GRÜNE          | 13,4             | 16,0              |
| Tassilo Richter  | FDP            | 7,3              | 13,2              |
| Walter Schwäbsch | AfD            | 9,6              | 10,3              |
| Simon Pschorr    | Die Linke      | 7,0              | 7,2               |
| Armin Kabis      | Die PARTEI     | 1,0              | 0,9               |
| Helmut Ringger   | Einzelbewerber | 0,2              | –                 |

### Bundestagswahl 2013
Bei der Bundestagswahl am 22. September 2013 entfielen die folgenden Stimmanteile auf die zur Wahl stehenden Kandidaten und Parteien:
| Direktkandidat   | Partei    | Erststimmen in % | Zweitstimmen in % |
| ---------------- | --------- | ---------------- | ----------------- |
| Andreas Jung     | CDU       | 51,9             | 43,6              |
| Tobias Volz      | SPD       | 19,2             | 20,2              |
| Birgit Homburger | FDP       | 3,8              | 7,4               |
| Nese Erikli      | GRÜNE     | 13,3             | 12,6              |
| Marco Radojevic  | DIE LINKE | 4,1              | 5,0               |
| Andreas Bergholz | PIRATEN   | 2,2              | 2,2               |
| Susanne Hoffmann | NPD       | 0,8              | 0,8               |
| Christoph Merk   | ÖDP       | 0,8              | 0,5               |
| Timo Sturn       | AfD       | 4,0              | 5,5               |

### Bundestagswahl 2009
Die Bundestagswahl 2009 hatte folgendes Ergebnis:
| Direktkandidat   | Partei               | Erststimmen in % | Zweitstimmen in % | Bundestagswahl 2005 Zweitstimmen in % |
| ---------------- | -------------------- | ---------------- | ----------------- | ------------------------------------- |
| Andreas Jung     | CDU                  | 43,1             | 31,8              | 37,3                                  |
| Peter Friedrich  | SPD                  | 21,6             | 18,9              | 29,8                                  |
| Birgit Homburger | FDP                  | 14,8             | 21,3              | 13,7                                  |
| Till Seiler      | GRÜNE                | 12,7             | 14,9              | 12,1                                  |
| Franziska Stier  | DIE LINKE            | 6,5              | 6,8               | 3,8                                   |
| Klaus Louis      | NPD                  | 1,2              | 1,0               | 1,1                                   |
| —                | REP                  | —                | 0,4               | 0,6                                   |
| —                | PBC                  | —                | 0,3               | 0,4                                   |
| —                | MLPD                 | —                | 0,0               | 0,1                                   |
| —                | BüSo                 | —                | 0,0               | 0,1                                   |
| —                | Volksabstimmung      | —                | 0,4               | —                                     |
| —                | ADM                  | —                | 0,1               | —                                     |
| —                | DVU                  | —                | 0,1               | —                                     |
| —                | DIE VIOLETTEN        | —                | 0,3               | —                                     |
| —                | Die Tierschutzpartei | —                | 1,0               | —                                     |
| —                | ödp                  | —                | 0,3               | —                                     |
| —                | PIRATEN              | —                | 2,4               | —                                     |